# Fossispa
Fossispa is een geslacht van kevers uit de familie bladkevers (Chrysomelidae).
De wetenschappelijke naam van het geslacht werd in 1989 gepubliceerd door Staines.

## Soorten
- Fossispa lutena Staines, 1989